# Житомирский маслозавод
Житомирский маслозавод (укр. Житомирський маслозавод) – предприятие пищевой промышленности в Житомире.

## История
В 1976 году в соответствии с десятым пятилетним планом развития народного хозяйства СССР началась комплексная реконструкция Житомирского мясокомбината, в ходе которой производственные помещения бывшего мясокомбината были переоборудованы в маслозавод. В течение 1981 года в эксплуатацию были введены цеха по производству сливочного масла, сухого обезжиренного молока и мороженого.
В советское время маслозавод (вместе с 6 другими маслозаводами, 7 молочными заводами и 5 другими маслосыродельными и сыродельными предприятиями области и обеспечивающими их деятельность ремонтно-механическими мастерскими) входил в состав Житомирского производственного объединения молочной промышленности.
После провозглашения независимости Украины маслозавод был передан в коммунальную собственность Житомирской области.
В дальнейшем, государственное предприятие было реорганизовано в арендное предприятие. В мае 1995 года Кабинет министров Украины включил завод в перечень предприятий, подлежащих приватизации в течение 1995 года. В 1996 году завод был приватизирован и преобразован в открытое акционерное общество.
С 1 апреля 1998 года маслозавод начал производство продукции под торговой маркой «Рудь».
В 2001 году завод вошёл в ассоциацию производителей мороженого Украины.
В 2002 году завод был сертифицирован на соответствие стандартам менеджмента управления качеством ISO 9001:2000.
С 2004 года завод является одним из крупнейших производителей мороженого Украины.
В 2005 году завод произвёл 12,7 тонн мороженого, в 2006 году - 16 тонн мороженого.
По состоянию на начало 2007 года ассортимент выпускаемой продукции включал 140 наименований (в том числе, 90 видов мороженого, 12 - масла, сухое обезжиренное молоко, 20 видов иной молочной продукции и др.).
Всего в 2007 году маслозавод произвёл 20 тыс. тонн мороженого и завершил 2007 год с чистой прибылью 19,037 млн. гривен.
2008 год завод завершил с чистой прибылью 24,654 млн. гривен.
2009 год завод завершил с чистой прибылью 34,2 млн. гривен.
В 2013 - 2015 годы маслозавод входил в число крупнейших предприятий-налогоплательщиков Житомирской области.
В марте 2016 года завод являлся крупнейшим производителем мороженого на территории Украины (обеспечивал свыше 32% производства мороженого в стране) и был одним из пяти крупнейших предприятий молочной промышленности. Производственные мощности завода обеспечивали возможность переработки до 250 тонн молока в сутки.

## Современное состояние
Предприятие производит пакетированное молоко, молочные продукты (сметану, йогурт, сливочное масло, спреды, глазированные сырки, мороженое), а также замороженные полуфабрикаты (пельмени, вареники, замороженные овощи и замороженное тесто).